# Partecipanti al Giro d'Italia 1997
Elenco dei partecipanti al Giro d'Italia 1997.
Il Giro d'Italia 1997 fu l'ottantesima edizione della corsa. Alla competizione presero parte 18 squadre, ciascuna delle quali composta da dieci corridori, per un totale di 180 ciclisti. La corsa partì il 17 maggio da Venezia e terminò l'8 giugno a Milano; in quest'ultima località portarono a termine la competizione 110 corridori. 

## Corridori per squadra
Nota: R ritirato, NP non partito, FT fuori tempo, SQ squalificato.
| Mapei-GB                | Mapei-GB                | Mapei-GB                | Cantina Tollo-Carrier        | Cantina Tollo-Carrier        | Cantina Tollo-Carrier        | Refin-Mobilvetta   | Refin-Mobilvetta    | Refin-Mobilvetta   |
| ----------------------- | ----------------------- | ----------------------- | ---------------------------- | ---------------------------- | ---------------------------- | ------------------ | ------------------- | ------------------ |
| 1                       | Pavel Tonkov            | 2º                      | 61                           | Paolo Valoti                 | NP 7ª                        | 121                | Leonardo Piepoli    | R 21ª              |
| 2                       | Gianni Bugno            | 75º                     | 62                           | Alessandro Pozzi             | 74º                          | 122                | Felice Puttini      | 27º                |
| 3                       | Giuseppe Di Grande      | 7º                      | 63                           | Germano Pierdomenico         | 36º                          | 123                | Luca Mazzanti       | 41º                |
| 4                       | Davide Bramati          | 96º                     | 64                           | Uwe Peschel                  | 104º                         | 124                | Elio Aggiano        | R 19ª              |
| 5                       | Gianni Faresin          | 28º                     | 65                           | Martin Hvastija              | 59º                          | 125                | Gabriele Balducci   | R 8ª               |
| 6                       | Paolo Lanfranchi        | NP 21ª                  | 66                           | Massimiliano Gentili         | 23º                          | 126                | Sergej Uslamin      | 51º                |
| 7                       | Gabriele Missaglia      | 53º                     | 67                           | Andrea Dolci                 | R 12ª                        | 127                | Tobias Steinhauser  | NP 18ª             |
| 8                       | Gianluca Pianegonda     | 101º                    | 68                           | Lorenzo Di Silvestro         | R 13ª                        | 128                | Jürgen Werner       | R 19ª              |
| 9                       | Ján Svorada             | R 7ª                    | 69                           | Marco Antonio Di Renzo       | 110º                         | 129                | Marco Lietti        | R 19ª              |
| 10                      | Zbigniew Spruch         | 100º                    | 70                           | Andrea Paluan                | 42º                          | 130                | Mauro Bettin        | 88º                |
| Aki-Safi                | Aki-Safi                | Aki-Safi                | Festina-Lotus                | Festina-Lotus                | Festina-Lotus                | Roslotto-ZG Mobili | Roslotto-ZG Mobili  | Roslotto-ZG Mobili |
| 11                      | Stefano Faustini        | NP 7ª                   | 71                           | Gianluca Bortolami           | 34º                          | 131                | Andrea Ferrigato    | R 7ª               |
| 12                      | Michelangelo Cauz       | 109º                    | 72                           | Bruno Boscardin              | 66º                          | 132                | Marco Fincato       | 46º                |
| 13                      | Leonardo Calzavara      | 35º                     | 73                           | Félix García Casas           | 12º                          | 133                | Pëtr Ugrjumov       | NP 14ª             |
| 14                      | Oscar Della Costa       | 90º                     | 74                           | Patrice Halgand              | R 7ª                         | 134                | Dmitrij Konyšev     | 37º                |
| 15                      | Endrio Leoni            | R 19ª                   | 75                           | Jaime Hernández              | 64º                          | 135                | Vjačeslav Džavanjan | 80º                |
| 16                      | Mauro Radaelli          | R 7ª                    | 76                           | Fabian Jeker                 | 31º                          | 136                | Torsten Schmidt     | 87º                |
| 17                      | Emiliano Murtas         | R 15ª                   | 77                           | Thierry Laurent              | NP 11ª                       | 137                | Paolo Savoldelli    | 13º                |
| 18                      | Serhij Hončar           | 5º                      | 78                           | Lylian Lebreton              | 68º                          | 138                | Pavel Padrnos       | 45º                |
| 19                      | Nicola Miceli           | 4º                      | 79                           | Marcel Wüst                  | 105º                         | 139                | Mario Manzoni       | NP 20ª             |
| 20                      | Denis Zanette           | 77º                     | 80                           | Valerio Tebaldi              | 69º                          | 140                | Aleksej Sivakov     | 47º                |
| Amore & Vita-Forzarcore | Amore & Vita-Forzarcore | Amore & Vita-Forzarcore | Kelme-Costa Blanca           | Kelme-Costa Blanca           | Kelme-Costa Blanca           | Ros Mary           | Ros Mary            | Ros Mary           |
| 21                      | Riccardo Forconi        | 21º                     | 81                           | Juan Carlos Domínguez        | R 9ª                         | 141                | Vladislav Bobrik    | R 12ª              |
| 22                      | Glenn Magnusson         | 85º                     | 82                           | Arsenio González             | 52º                          | 142                | Roberto Caruso      | 76º                |
| 23                      | Nicolaj Bo Larsen       | R 19ª                   | 83                           | Ángel Edo                    | R 19ª                        | 143                | Daniele De Paoli    | 29º                |
| 24                      | Filippo Meloni          | FTM 5ª                  | 84                           | Marcos Serrano               | 8º                           | 144                | Fausto Dotti        | 54º                |
| 25                      | Gianpaolo Mondini       | 67º                     | 85                           | Hernán Buenahora             | R 8ª                         | 145                | Alessio Galletti    | R 19ª              |
| 26                      | Marco Vergnani          | 55º                     | 86                           | José Jaime González          | 15º                          | 146                | Stefano Finesso     | 58º                |
| 27                      | Sandro Giacomelli       | 108º                    | 87                           | José Luis Rubiera            | 10º                          | 147                | Michele Poser       | 61º                |
| 28                      | Dario Andriotto         | R 17ª                   | 88                           | Francisco Cabello            | 81º                          | 148                | David Tani          | 84º                |
| 29                      | Michele Laddomada       | 65º                     | 89                           | José Javier Gómez            | 22º                          | 149                | Maurizio Tomi       | FTM 3ª             |
| 30                      | Andrea Patuelli         | 49º                     | 90                           | José Ángel Vidal             | 78º                          | 150                | Emanuele Scopsi     | R 19ª              |
| Asics-CGA               | Asics-CGA               | Asics-CGA               | Kross-Montanari-Selle Italia | Kross-Montanari-Selle Italia | Kross-Montanari-Selle Italia | Saeco              | Saeco               | Saeco              |
| 31                      | Alessandro Baronti      | 70º                     | 91                           | Volodymyr Pulnikov           | NP 11ª                       | 151                | Ivan Gotti          | 1º                 |
| 32                      | Enrico Zaina            | NP 13ª                  | 92                           | Celio Roncancio              | R 15ª                        | 152                | Mario Cipollini     | 89º                |
| 33                      | Mario Chiesa            | 82º                     | 93                           | Marco Gili                   | NP 11ª                       | 153                | Giuseppe Calcaterra | 103º               |
| 34                      | Enrico Bonetti          | R 19ª                   | 94                           | Álvaro Lozano                | 50º                          | 154                | Massimo Donati      | 38º                |
| 35                      | Filippo Simeoni         | R 13ª                   | 95                           | Vasilij Davidenko            | SQ 19ª                       | 155                | Gian Matteo Fagnini | SQ 4ª              |
| 36                      | Maurizio Molinari       | 57º                     | 96                           | Simone Biasci                | R 6ª                         | 156                | Paolo Fornaciari    | 98º                |
| 37                      | Oscar Pozzi             | R 14ª                   | 97                           | Alessandro Calzolari         | R 6ª                         | 157                | Dario Frigo         | 14º                |
| 38                      | Aleksandr Šefer         | R 19ª                   | 98                           | Angelo Citracca              | R 13ª                        | 158                | Alexandre Moos      | 72º                |
| 39                      | Fabio Roscioli          | 63º                     | 99                           | Roberto Moretti              | NP 11ª                       | 159                | Roberto Petito      | 24º                |
| 40                      | Andrea Noè              | 11º                     | 100                          | Stefano Giraldi              | 95º                          | 160                | Mario Scirea        | R 6ª               |
| Batik-Del Monte         | Batik-Del Monte         | Batik-Del Monte         | Mercatone Uno                | Mercatone Uno                | Mercatone Uno                | Scrigno-Gaerne     | Scrigno-Gaerne      | Scrigno-Gaerne     |
| 41                      | Evgenij Berzin          | 20º                     | 101                          | Marco Pantani                | NP 9ª                        | 161                | Filippo Casagrande  | R 19ª              |
| 42                      | Ermanno Brignoli        | NP 11ª                  | 102                          | Massimo Podenzana            | 17º                          | 162                | Stefano Casagrande  | R 8ª               |
| 43                      | Andrea Brognara         | R 19ª                   | 103                          | Oscar Pellicioli             | 39º                          | 163                | Francesco Secchiari | R 21ª              |
| 44                      | Bruno Cenghialta        | 40º                     | 104                          | Stefano Garzelli             | 9º                           | 164                | Alessio Barbagli    | R 21ª              |
| 45                      | Gabriele Colombo        | R 9ª                    | 105                          | Mario Traversoni             | R 19ª                        | 165                | Massimo Apollonio   | 83º                |
| 46                      | Francesco Frattini      | 71°                     | 106                          | Dario Bottaro                | 99º                          | 166                | Andrea Vatteroni    | R 19ª              |
| 47                      | Armin Meier             | R 8ª                    | 107                          | Simone Borgheresi            | R 1ª                         | 167                | Cristian Gasperoni  | R 19ª              |
| 48                      | Nicola Minali           | NP 5ª                   | 108                          | Roberto Conti                | 18º                          | 168                | Mirko Rossato       | R 19ª              |
| 49                      | Alessandro Spezialetti  | R 19ª                   | 109                          | Sergio Barbero               | 43º                          | 169                | Sauro Gallorini     | 97º                |
| 50                      | Alberto Volpi           | 16º                     | 110                          | Marcello Siboni              | 26º                          | 170                | Paolo Alberati      | 93º                |
| Brescialat-Oyster       | Brescialat-Oyster       | Brescialat-Oyster       | MG Maglificio-Technogym      | MG Maglificio-Technogym      | MG Maglificio-Technogym      | Team Polti         | Team Polti          | Team Polti         |
| 51                      | Wladimir Belli          | 6º                      | 111                          | Fabio Baldato                | R 19ª                        | 171                | Luc Leblanc         | R 19ª              |
| 52                      | Fabrizio Bontempi       | 102º                    | 112                          | Stefano Casagranda           | R 11ª                        | 172                | Axel Merckx         | 19º                |
| 53                      | Daniele Contrini        | R 14ª                   | 113                          | Paolo Bettini                | 25º                          | 173                | Rossano Brasi       | 91º                |
| 54                      | Marco Della Vedova      | 60º                     | 114                          | Michele Coppolillo           | 33º                          | 174                | Enrico Cassani      | 106º               |
| 55                      | Cristiano Frattini      | 86º                     | 115                          | Fabiano Fontanelli           | 92º                          | 175                | Mirko Celestino     | R 17ª              |
| 56                      | Marco Milesi            | R 6ª                    | 116                          | Angelo Lecchi                | 56º                          | 176                | Mirco Crepaldi      | 79º                |
| 57                      | Mariano Piccoli         | 48º                     | 117                          | Roberto Pistore              | R 19ª                        | 177                | Mirco Gualdi        | 62º                |
| 58                      | Omar Pumar              | 73º                     | 118                          | Mauro Antonio Santaromita    | 107º                         | 178                | Giuseppe Guerini    | 3º                 |
| 59                      | Roberto Sgambelluri     | 32º                     | 119                          | Nicola Loda                  | 44º                          | 179                | Serhij Ušakov       | 94º                |
| 60                      | Marco Velo              | 30º                     | 120                          | Gilberto Simoni              | NP 13ª                       | 180                | Fabio Sacchi        | R 19ª              |

### Legenda
| Legenda          | Legenda | Legenda        | Legenda                                                  |
| ---------------- | --- | -------------- | -------------------------------------------------------- |
| Dorsale          | Dorsale di partenza del ciclista | Posizione      | Posizione finale nella classifica generale               |
| Maglia rosa      | Indica il vincitore della classifica generale                                                                                        | Maglia verde   | Indica il vincitore della classifica dei GPM             |
| Maglia ciclamino | Indica il vincitore della classifica a punti                                                                                         | Maglia azzurra | Indica il vincitore della classifica intergiro           |
| NP               | Indica un ciclista che non è ripartito in una tappa la mattina                                                                       | R              | Indica un ciclista che si è ritirato in una tappa        |
| FTM              | Indica un ciclista che ha concluso una tappa fuori tempo, ossia ha impiegato più tempo rispetto a quanto stabilito dal tempo massimo | EX             | Corridore escluso per non aver rispettato il regolamento |

## Corridori per nazione
Le nazionalità rappresentate nella manifestazione sono 16; in tabella il numero dei ciclisti suddivisi per la propria nazione di appartenenza:
| Numero ciclisti | Nazione                                                             |
| --------------- | ------------------------------------------------------------------- |
| 132             | Italia                                                              |
| 10              | Spagna                                                              |
| 8               | Russia                                                              |
| 5               | Germania                                                            |
| 4               | Colombia, Francia                                                   |
| 3               | Svizzera, Ucraina                                                   |
| 2               | Rep. Ceca                                                           |
| 1               | Belgio, Danimarca, Kazakistan, Polonia, Slovenia, Svezia, Venezuela |